# Département de Podor
Le département de Podor est l'un des 46 départements du Sénégal et l'un des trois départements de la région de Saint-Louis, dans le Nord du pays.

## Organisation territoriale
Le département de Podor est situé dans la partie septentrionale du pays, dans la moyenne vallée du fleuve Sénégal qui constitue au Nord la frontière avec la République Islamique de Mauritanie. Le département est limité à l'Ouest par le département de Dagana, à l'Est par le département de Matam et au Sud par ceux de Linguère et de Ranérou Ferlo. Son chef-lieu est la ville de Podor.
D'une superficie de 12 947 km², le département représente 68 % de la région de Saint-Louis et 7 % du territoire national. Sa densité est de 37 habitants au km².

## Organisation administrative
Sur le plan administratif le département compte quatre arrondissements :
- Arrondissement de Cas-Cas
- Arrondissement de Gamadji Saré
- Arrondissement de Saldé
- Arrondissement de Thillé Boubacar

Le département possède 22 communes depuis l'Acte III de la décentralisation au Sénégal du 28 décembre 2013 et la communalisation intégrale du territoire transformant les communautés rurales en communes. 
Les localités ayant le statut de communes sont : 
- Golléré
- Ndiandane
- Ndioum
- Podor
- Mboumba créée en 2008
- Guédé Chantier (2008)
- Démette (2008)
- Galoya Toucouleur (2008)
- Aéré Lao (2008)
- Pété (2008)
- Walaldé (2008)
- Bodé Lao (2008)
- Communauté rurale de Fanaye
- Communauté rurale de Ndiayène Peindao
- Communauté rurale de Guédé Village
- Communauté rurale de Gamadji Saré
- Communauté rurale de Dodel
- Communauté rurale de Doumga Lao
- Communauté rurale de Madina Diathbé
- Communauté rurale de Méry
- Communauté rurale de Boké Dialloubé
- Communauté rurale de Mbolo Birane

Par l'acte III de la décentralisation le conseil régional de Saint-Louis a été supprimé et le conseil départemental de Podor a été érigé en collectivité territoriale.

## Histoire
Le département de Podor a été créé en 1964 à la suite du décret 64.282 du 3 avril, il fait partie des 34 départements initiaux du Sénégal.
Situé dans la région historique du Fouta-Toro, il fut partie intégrante de l'ancien royaume du Tekrour, le territoire du département fait partie des premiers foyers de peuplement du Sénégal. Centre important du commerce transsaharien entre le IXe et le XIVe siècle, il est reconnu comme l'un des premiers États subsahariens musulmans. À la chute du royaume du Tekrour la région fut soumise à la domination de l'Empire du Ghana, puis de l'Empire du Mali.
La région est marquée par la colonisation française dirigée à partir de Saint-Louis avec la construction à Podor d'un fort en 1744 par le Gouverneur Général Pierre Barthélemy David au profit de la compagnie des Indes, reconstruit par le Général Louis Faidherbe en 1854. Le département a accueilli à Podor le 1er régiment des Tirailleurs sénégalais qui ont participé à la pénétration française en Afrique. Par son comptoir commercial sur le fleuve, la région fut un centre économique dans le réseau du bassin du fleuve Sénégal et à l'international, grâce au commerce de la gomme arabique, de l’or, de produits artisanaux et manufacturés.
C'est à Halwar, près de Podor qu'est né El Hadji Omar Foutihou Tall entre 1794 et 1797. Il fut souverain, chef de guerre, érudit musulman et fondateur de l'empire toucouleur sur un territoire allant du Sénégal à la Guinée en passant par le Mali. Il entreprit une guerre pour islamiser et unifier tous les peuples du Soudan et du Fouta-Toro afin de contrecarrer l'expansion coloniale européenne.
Le conflit sénégalo-mauritanien entre 1989 et 1991, opposant le long du fleuve Sénégal la Mauritanie et le Sénégal a bouleversé la vie des communautés du département. Cette crise s'est soldée par la rupture des relations diplomatiques entre les deux pays pendant plusieurs années, par une arrivée importante de réfugiés (accroissement de la population du département de 13,6 %), et par une désorganisation de l'équilibre traditionnel existant dans cette région.

## Géographie

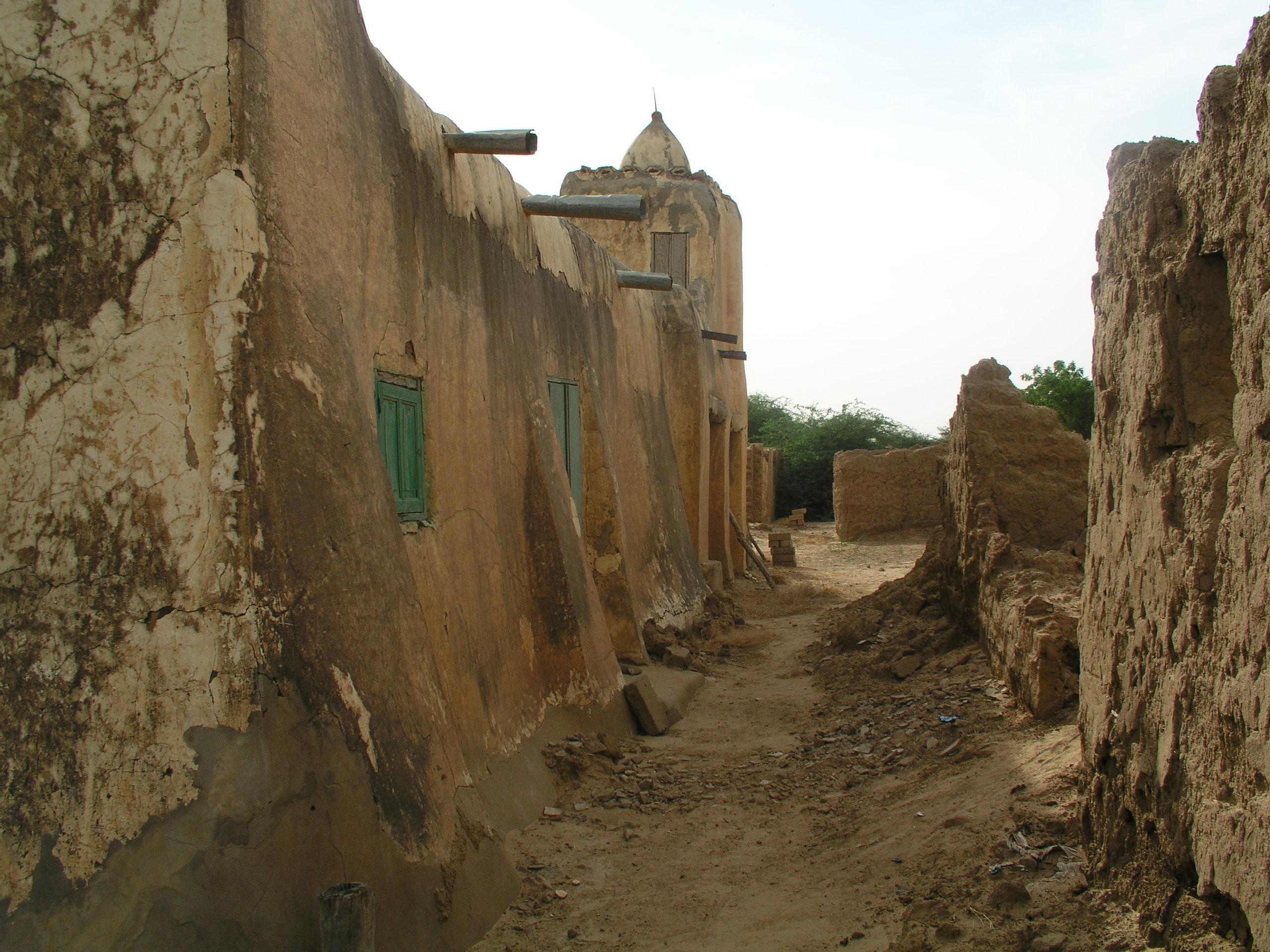
Rue avec mosquée aux environs de Podor

Le département est composé de deux zones géographiques, le Walo et le Diéri, deux termes qui désignent respectivement les terres inondables et celles qui ne sont jamais atteintes par les crues du fleuve. Entre les deux s'étend une zone de transition le Jéjengol.
La zone du Walo est caractérisée par la séparation du fleuve Sénégal en plusieurs bras secondaires (principalement le fleuve Doué) créant une longue île appelé Île à Morfil, s'étendant de Podor jusqu'à Saldé sur près de 80 km.

## Climat
Le territoire a un climat de type sahélien caractérisé par deux saisons principales : une longue saison sèche (de novembre à juin) et une saison des pluies (de juillet à octobre). Toutefois il est possible de distinguer trois subdivisions pour mieux caractériser les phases climatiques :
- Une saison des pluies de courte durée entre le mois de juillet et le mois d'octobre, avec des précipitations faibles et irrégulières.
- Une saison sèche fraîche de novembre à février avec des températures variant entre 12 et 34 degrés.
- Une saison chaude de mars à juin avec des températures variant de 25 à 45 degrés. Cette période est marquée par la prédominance de l’harmattan (vent sec et chaud) apportant la poussière du Sahara et pouvant atteindre 70 km/h.

## Population

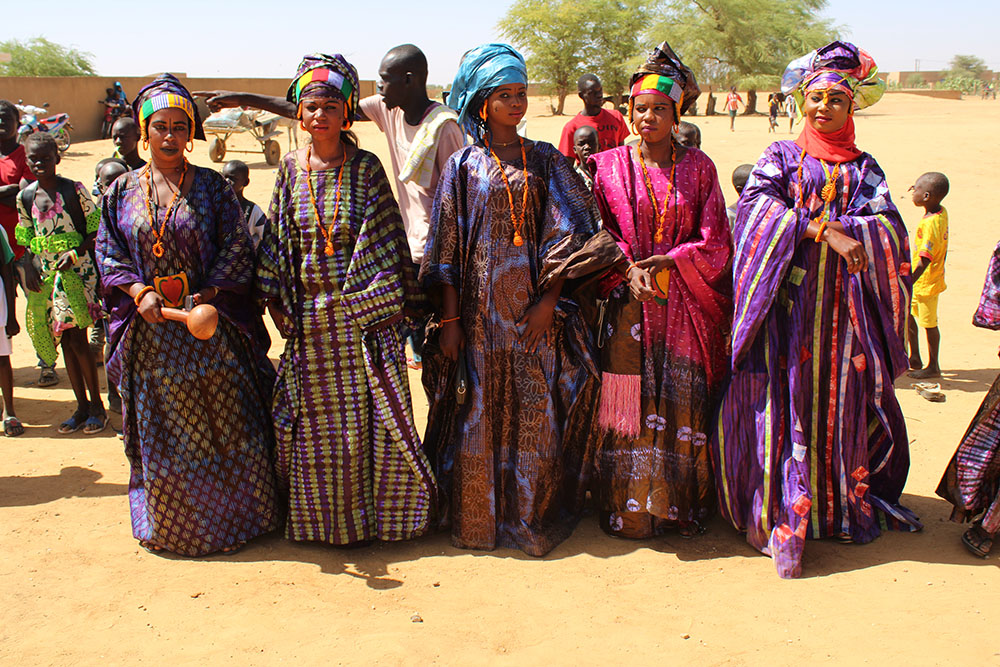
Femmes Peuls en tenue traditionnelle

Lors du recensement de 2013, la population était de 370 751 habitants. En 2022, selon les projections de l'ANSD la population du département de Podor est estimée à 469 102 personnes. La répartition de la population est très inégale et particulièrement concentrée dans la zone du Walo, au bord du fleuve et de l'axe routier.  
L'âge moyen de la population du département est très jeune avec 55 % des habitants ayant moins de 20 ans.  
À dominante Peul (80 %), le département compte une diversité ethnique avec la présence de Wolof (12 %), de Maures (5 %), de Soninkés (2 %). Les autres ethnies représentent environ 1 % de la population.
Le recensement de l'ANSD en cours de l'année 2022 donnera le nombre d'habitants dans ce Nord du pays le Sénégal.

## Économie
Les principaux secteurs d'activités dans le département sont : l'agriculture, avec principalement la culture du riz, de la patate douce et de l'oignon, l'élevage bovin et ovin, le petit commerce, l'artisanat et les transports. Le territoire possède peu d'entreprises et n'a pas d'industrie.

## Éducation
Le département de Podor du fait de son étendue compte deux Inspections de l’Éducation et de la Formation (IEF) à Podor et Pété, dépendante de l'Inspection d'Académie (IA) de Saint-Louis. Il est recensé en 2015, 341 écoles élémentaires, 53 collèges (32 pour l'IEF de Podor et 21 pour l'IEF de Pété), et 21 lycées (12 lycées pour l'IEF de Podor et 9 pour l'IEF de Pété).
Concernant la formation professionnelle, le département abrite un Centre départemental de formation professionnelle (CDFP) avec des offres de formations sur l'électricité, la menuiserie bois, la mécanique, le bâtiment, l'ouvrage métallique et les énergies renouvelables. Il abrite aussi un Centre d'Enseignement Technique Féminin formant les effectifs sur la restauration, la couture, l'élevage et l'agriculture. Les deux centres sont situés à Podor.
Le département dispose de deux Universités virtuelles sénégalaises (UVS) à Podor et à Ndioum et de plusieurs écoles privées.

## Sports
Les sports pratiqués dans le département sont : le football, le basket-ball, le handball, la lutte sénégalaise, l'athlétisme et les arts martiaux.
Le département compte en 2020 deux clubs de football affiliés à la Ligue Sénégalaise de Football. Il s'agit des clubs de Podor et de Niandane. Le football est principalement pratiqué lors des "nawetanes" (championnat local durant l'hivernage). Le territoire compte 108 associations sportives et culturels réparties en 11 zones.
Le département de Podor compte deux écoles de basket à Podor et Ndioum et un club situé à Podor (POBAC) affilié à la Fédération Sénégalaise de Basketball (FSBB) participant au championnat national.
La lutte sénégalaise sans frappe est très populaire, elle est pratiquée après la période des récoltes.